# Leptotragulus
Leptotragulus és un gènere extint de mamífers artiodàctils de la família dels protoceràtids que visqueren a Nord-amèrica durant l'Eocè, fa entre 33,9 i 46,2 milions d'anys. Se n'han trobat restes fòssils al Canadà i els Estats Units. Era un representant menut i molt primitiu de la seva família. El metacònid de la quarta dent premolar inferior (p4) era més petit que en Leptoreodon, un parent proper seu. Tant aquesta dent com la tercera premolar inferior (p3) tenien la cresta anterior molt corba i dotada d'un parastílid de grans dimensions.